# Arcipelago di Curzola
L'arcipelago di Curzola (in croato: Korčulansko otočje), chiamato localmente isole Skoji (otoci o otočje Skoji), da non confondere con le isole Curzolane di cui fa parte, è un gruppo di 19 piccole isole e scogli nel canale di Sabbioncello (Pelješki kanal), accanto alla punta orientale dell'isola di Curzola, tra porto Pedocchio, Pedoccio o Peocio (il porto della città di Curzola) e punta Speo (rt Ražnjić). Amministrativamente appartengono tutte al comune della città di Curzola, nella regione raguseo-narentana.

## Le isole

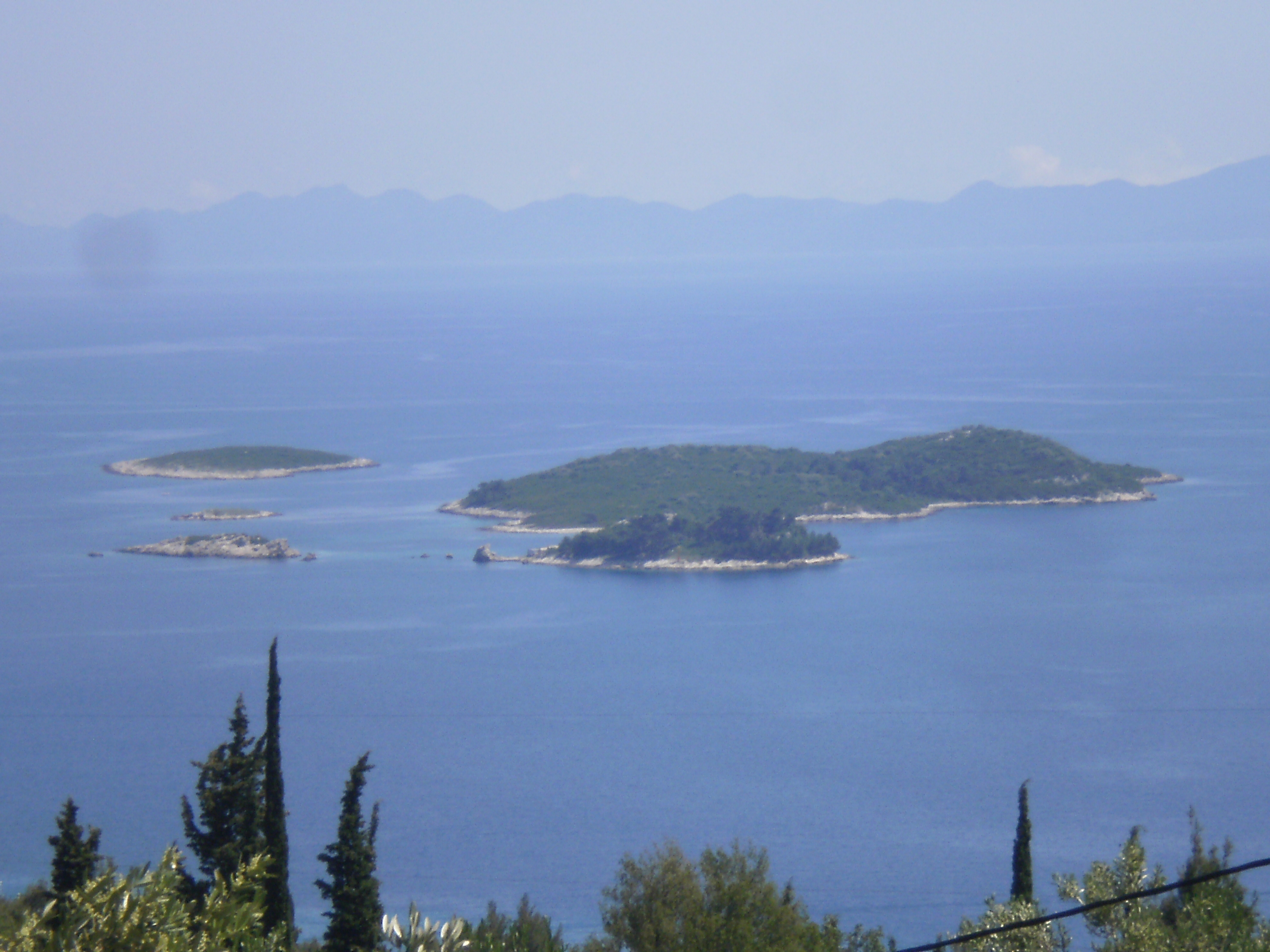
Nudo, Kamenich e Stuppa Piccolo (a sinistra); Maisan (a destra) con Stuppa Grande davanti.

- Badia (Badija), la maggiore.
  - Carober[5][7][11][12][13] o scoglio Rogacich[6] (Rogačić), disabitato, di forma arrotondata, si trova 300 m[14] a nord-est di Badia; la sua superficie è di 0,014 km²[15], lo sviluppo costiero di 0,44 km[15] 42°57′23″N 17°10′13″E.
  - Lusgnago[16][17][18], Lusnago[13], Lusnac[5][7] o Lukgnak[6] (Lučnjak), isolotto disabitato 0,55 km[14] a nord-est di Badia con una superficie di 0,012 km²[15], la costa lunga 0,41 m[15] e l'altezza di 10,5 m[14] 42°57′42″N 17°10′16″E.
- Plagna (Planjak).
  - scoglio Berretta[19] o Beretta[9] (Baretica), piccolo scoglio arrotondato a nord-est di Plagna, con un'area di 2259 m²[10] 42°56′52″N 17°09′45″E.
  - secca Oplovita[5] o Oplovis[9], rocce affioranti a ovest di Plagna indicate da una colonnetta 42°56′37.6″N 17°09′47.84″E.
  - Camegnago[16], Carmignago[20], Carmignac[5], Carmignach[7] o Kamegnak[9] (Kamenjak), isolotto con un'area di 0,021 km²[15] e la costa lunga 0,55 m[15], situato a sud-ovest di Plagna nel tratto di mare che si chiama Porto Badia[12] (kanal Ježevica) 42°56′30″N 17°09′48″E.
  - scoglietto Crastarich[5] o secca Krastavizza[9] (greben Krastavica), tra Plagna e Petrara 42°56′22″N 17°10′18″E.

- Maisan (Majsan).
  - Due Stuppa[16][17][21], scogli Stupe[5][7], Stupa[6] o Stoppa[22], due isolotti disabitati a nord di Maisan, circondati da piccoli scogli:
    - Stuppa Grande[23] (Stupa Vela), il maggiore, ha una superficie di 0,016 km²[15] e la costa lunga 0,5 km[15]; sullo scoglio è sistemato un fanale su torretta[24] 42°57′48″N 17°11′12″E.
    - Stuppa Piccolo[23] (Stupa Mala), ha un'area di 6038 m²[10] e la costa lunga 340 m[15] 42°57′47″N 17°11′28″E.

  - Kamenich[6] (hrid Majsanić), piccolo scoglio 75 m[14] circa a nord-est di Maisan; ha un'area di 3566 m²[10] 42°57′39″N 17°11′41″E.
  - Nudo[12][16][17][25] o Goljak[6] (Gojac o Gojak), piccolo isolotto disabitato 390 m[14] a est di Maisan con una superficie di 0,04 km²[15] e la costa lunga 0,83 km[15] 42°57′25″N 17°12′04″E.
- Due Sorelle (Sestrice) due scogli affiancati, i più distanziati e orientali.
- Petrara (Vrnik).
- Gubavaz (Gubavac).
- scoglio Lombardo[13][26], del Conte[13], Cnesich[5][7] o Knezich[9] (Knežić), piccolo scoglio tra Gubovaz e la costa, a est del porto di Lombarda; un'area di 8010 m²[10] e la costa lunga 328 m[10] 42°55′36″N 17°10′55″E.
- Santa Barbara o Situara (Sutvara).
  - secca Skerpignak[9] (hrid Škrpinjak), piccolo scoglio 120 m[14] circa a nord di Santa Barbara; ha un'area di 910 m²[10] 42°56′32″N 17°11′30″E.
- Bisaca (Bisače).

## Galleria d'immagini

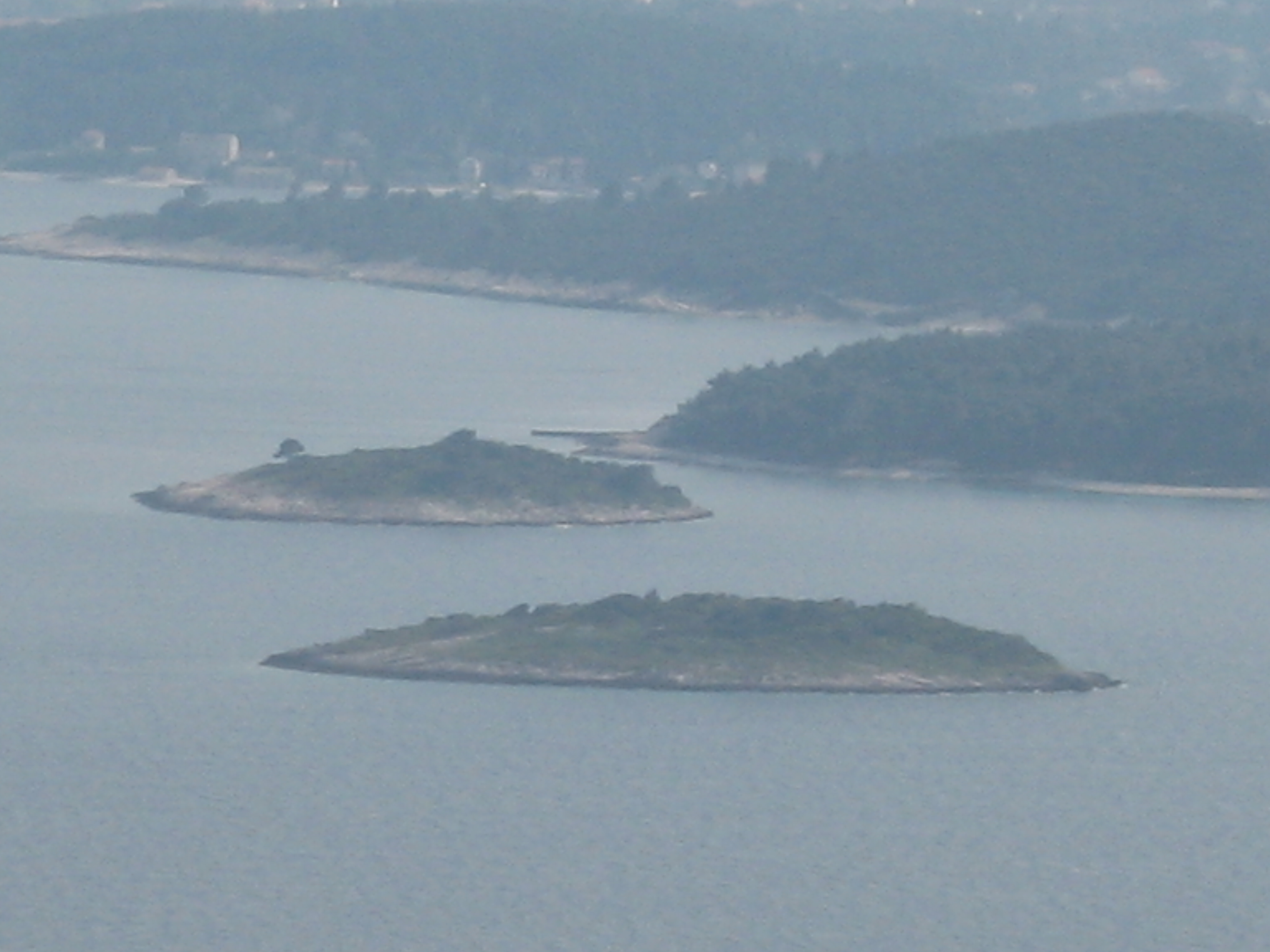
Carober e Lusgnago
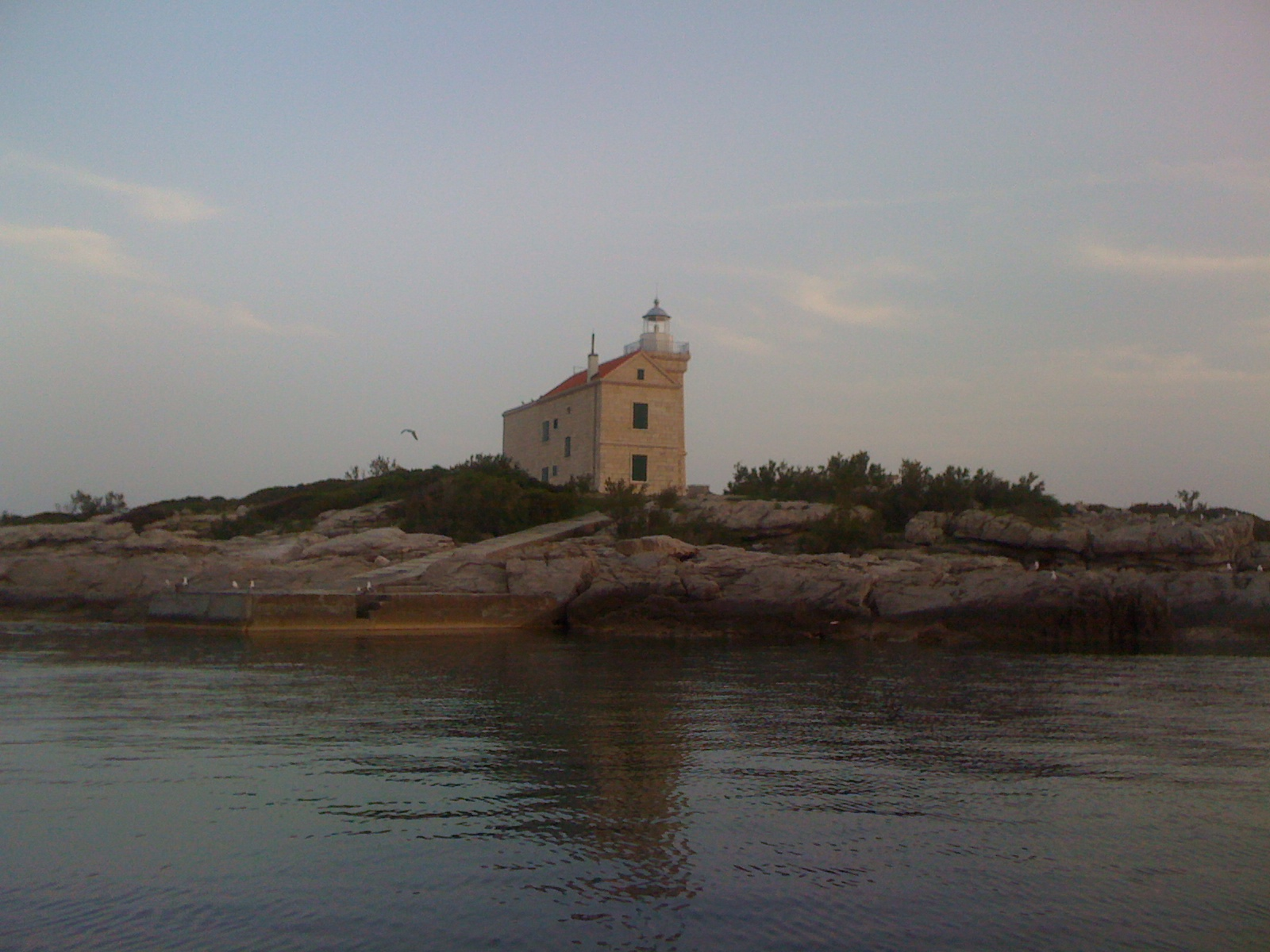
Il faro su Vela Sestrica
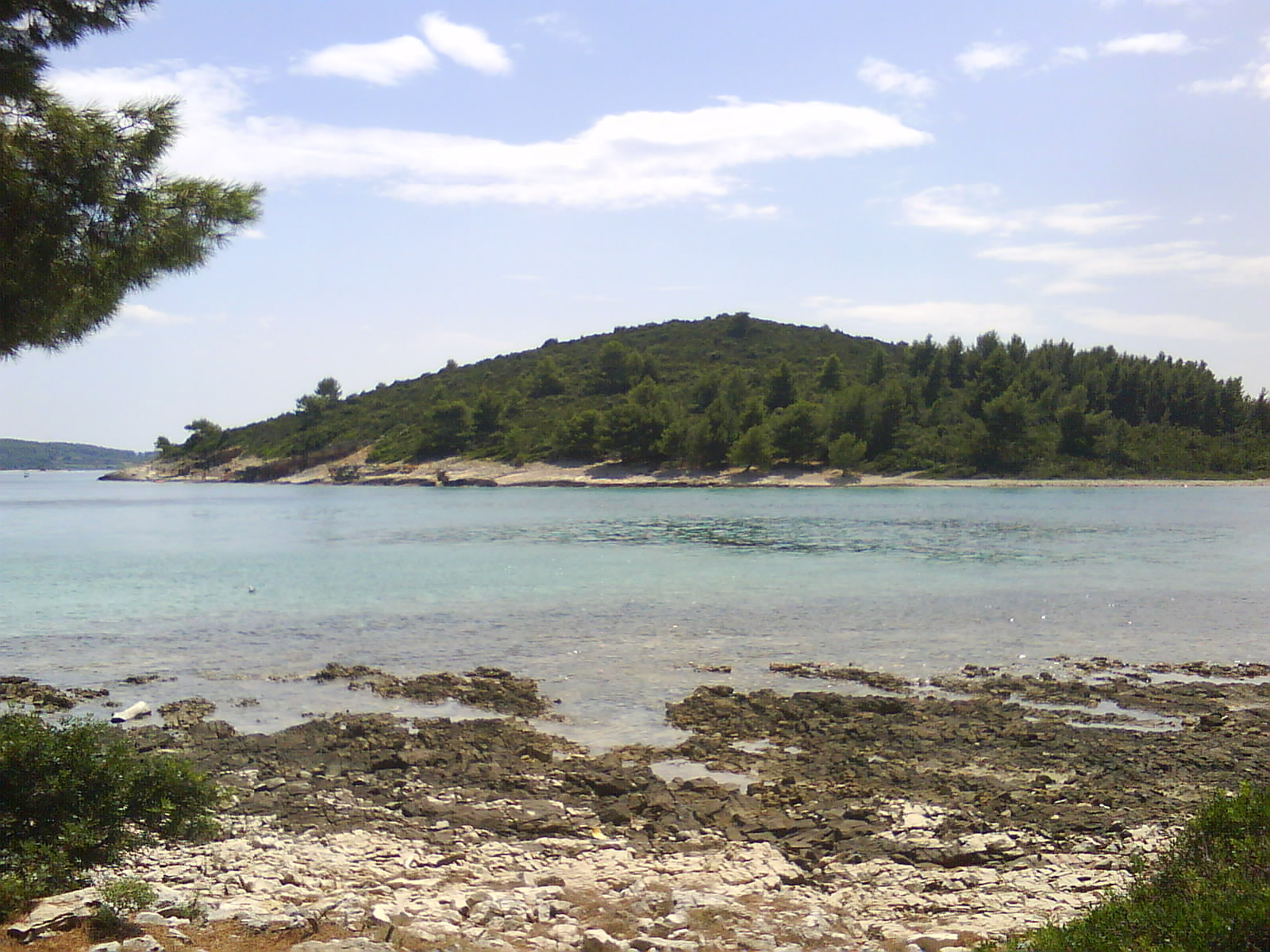
Plagnac vista da Badia
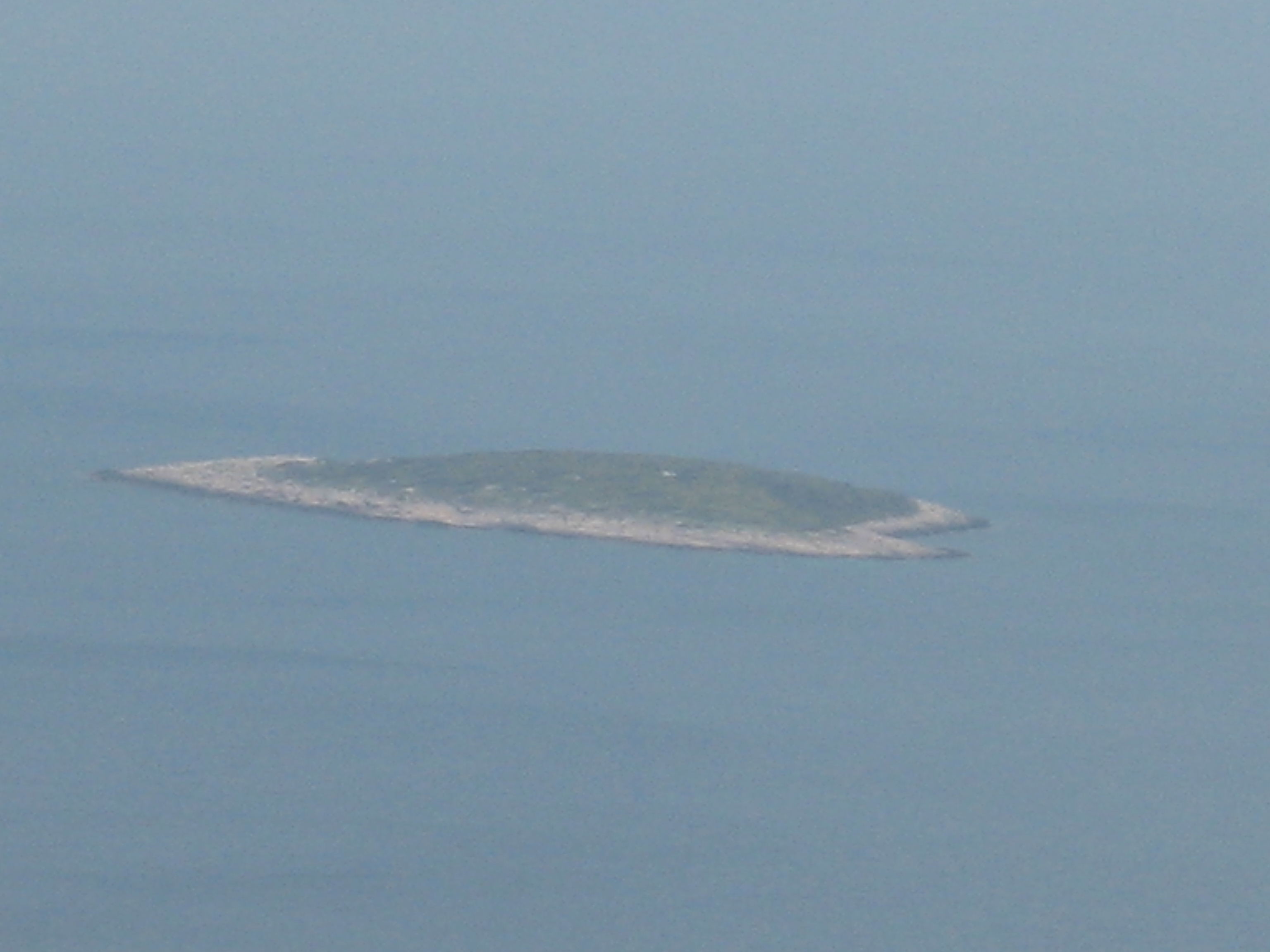
Nudo
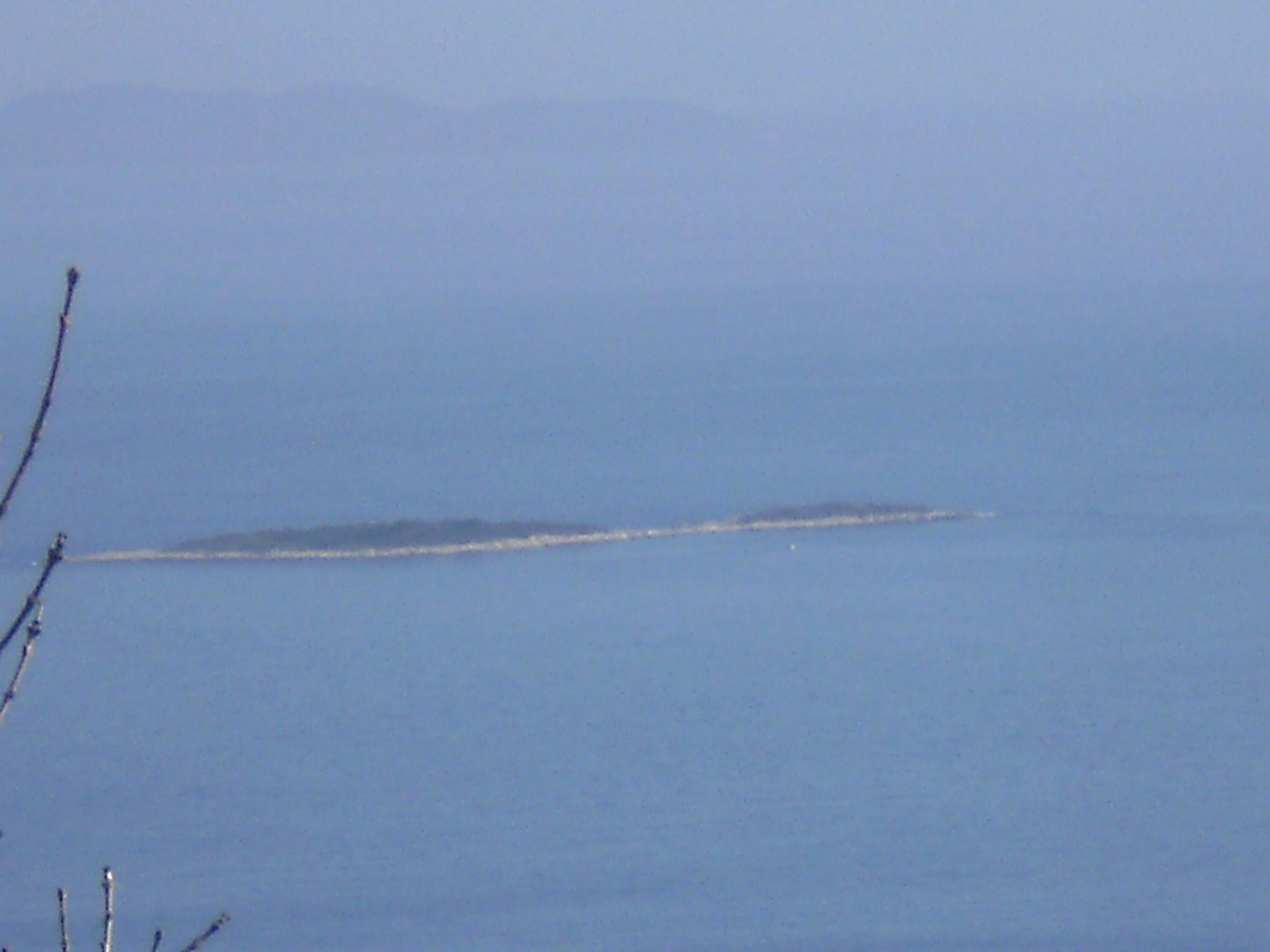
Bissach
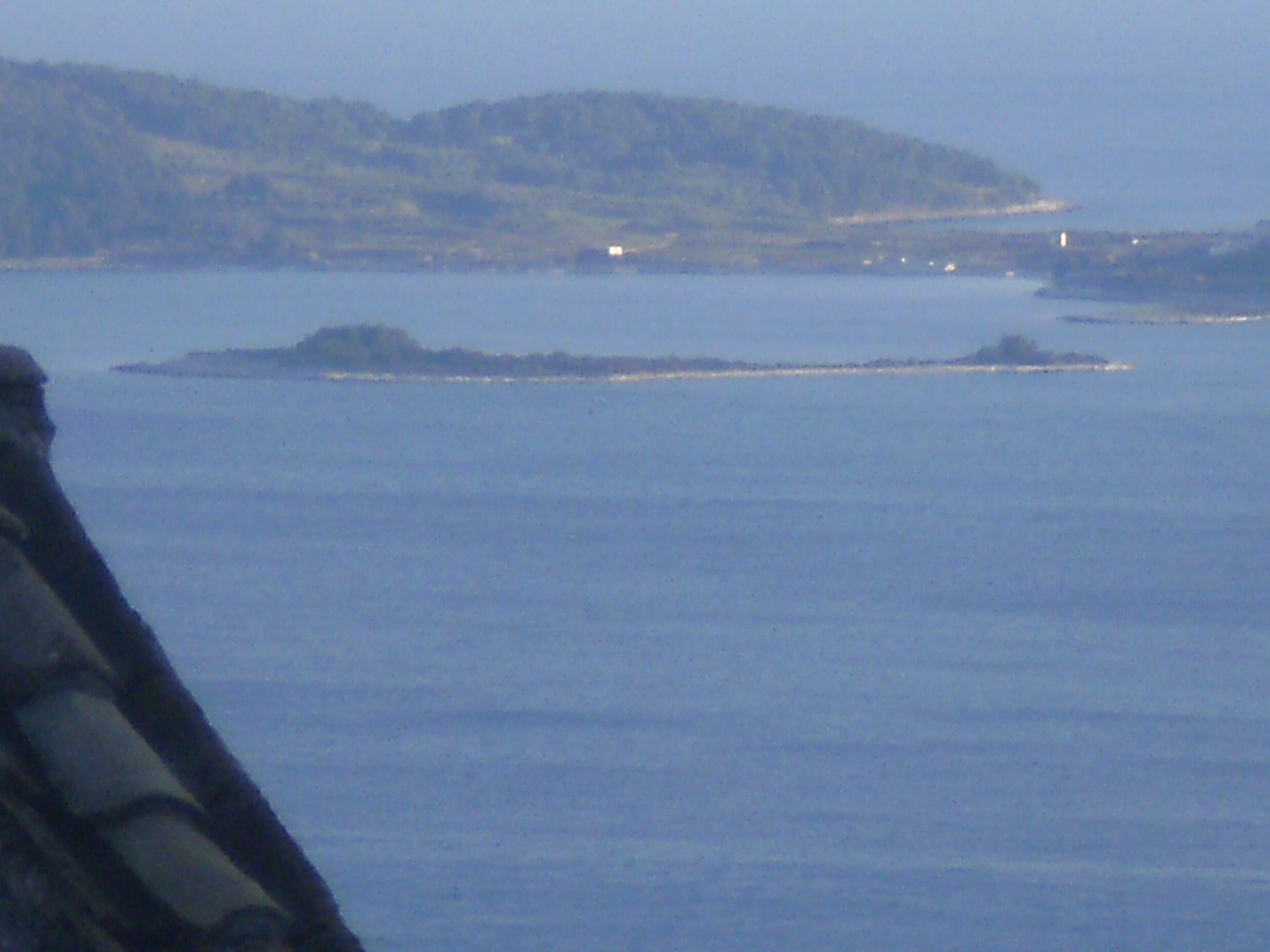
Gubavaz vista da Lombarda
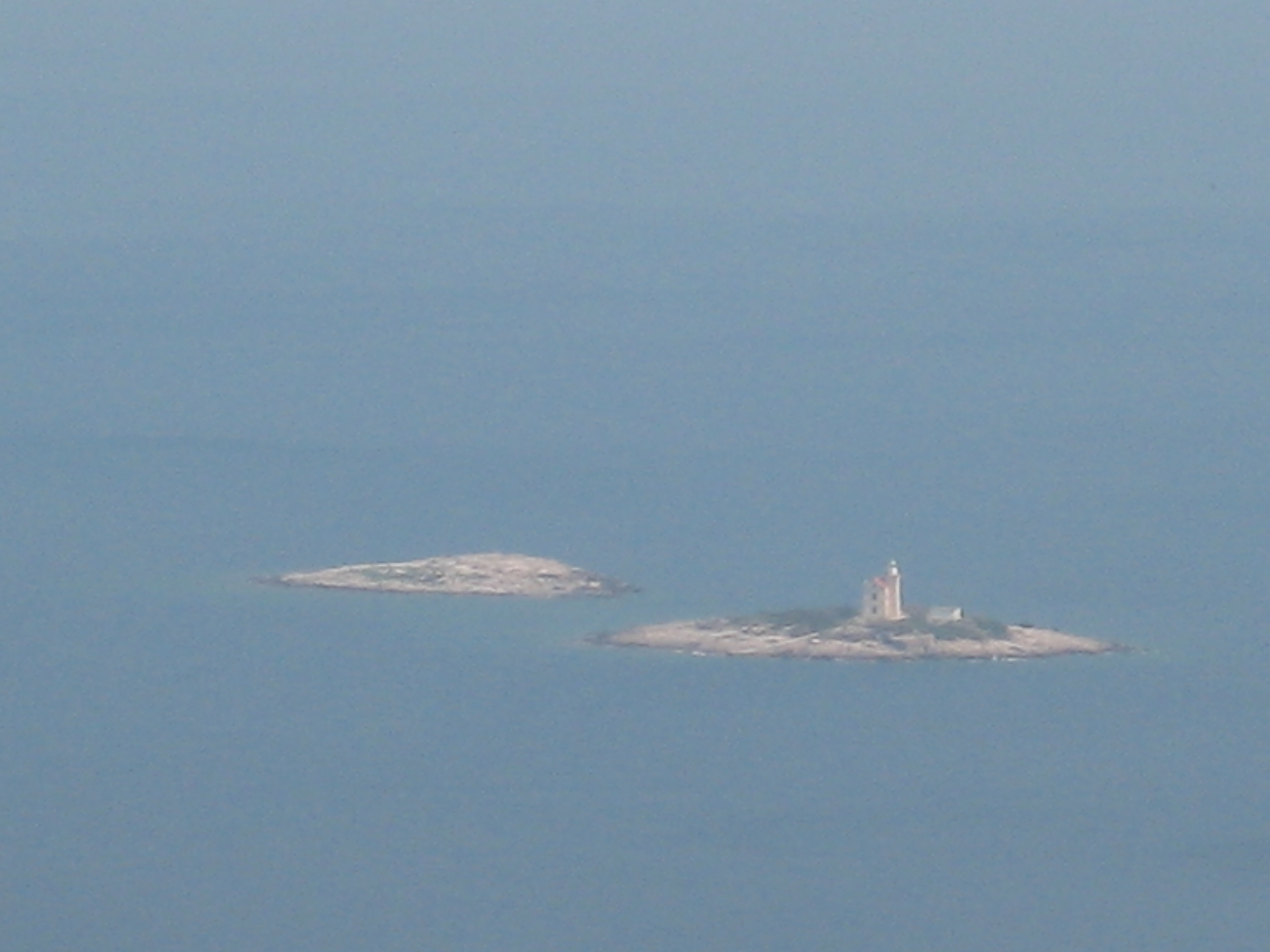
Le Due Sorelle
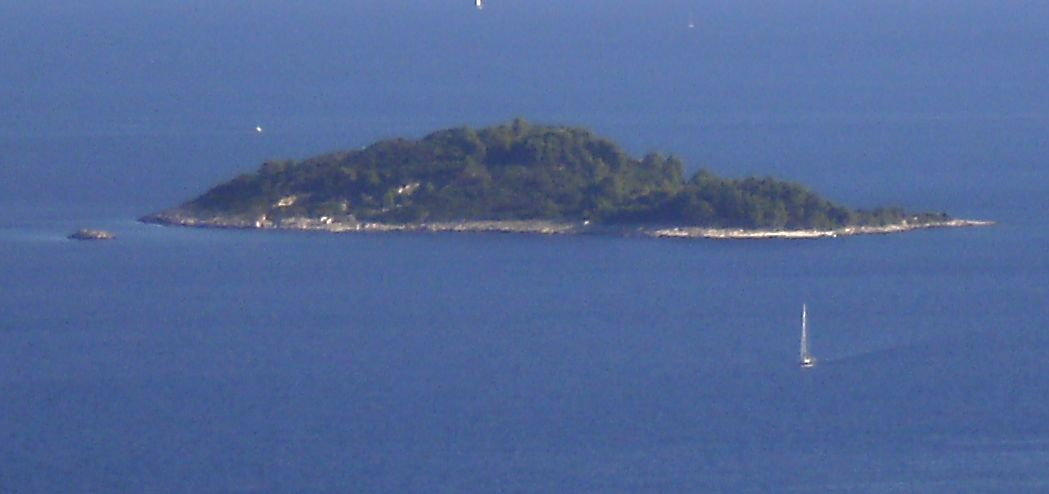
Situara

### Cartografia
- (HR) Mappa topografica della Croazia 1:25000, su preglednik.arkod.hr. URL consultato il 4 settembre 2017.
- Carta di cabottaggio del mare Adriatico, foglio XI, Milano, Istituto geografico militare, 1822-1824. URL consultato il 16 febbraio 2017 (archiviato dall'url originale il 17 dicembre 2021).
- G. Giani, Carta prospettiva delle Comuni censuarie della Dalmazia, fogli 9 e 11, 1839. Fondo Miscellanea cartografica catastale, Archivio di Stato di Trieste.